# Bodums kyrka
Bodums kyrka är en kyrkobyggnad som tillhör Bodums församling i Härnösands stift. Kyrkan ligger i samhället Rossön i Strömsunds kommun.

## Kyrkobyggnaden
Föregående kyrkobyggnad var byggd av trä år 1799 när Bodums församling bildades genom en utbrytning ur Fjällsjö församling. Nuvarande träkyrka uppfördes 1882-1883 efter ritningar av arkitekt Johan Adolf Hawerman. Den invigdes den 27 juli 1884.
Kyrkan har ett långhus med tvärskepp och torn över korsmitten med hög spira. Sadeltakets ursprungliga tjärpapp, ersattes först 1906 med svart plåt och 1987 med koppar. Fasaden är sedan 1971 vit (var från början gul) och har genombrutna höga, smala fönster. Kyrkorummet är treskeppigt med en orgelläktare och breda sidoläktare. Koret är rakt avslutat och avskilt genom en vid bågöppning samt har ett stort korfönster.  
Kyrkan renoverades 1937 då orgelläktaren utvidgades och nya trapport och vapenhus tillkom. Interiören målades om och man hämtade vissa inventarier från den gamla kyrkan, bland annat en predikstol. Korfönstret är skapat 1968 av Kerstin Bränngård i Strömsund.
2022 beslutades att kyrktornet skulle renoveras. Renoveringen utfördes 2023.

## Inventarier
- I kyrkan finns två predikstolar. Äldre predikstolen är från 1630 och har tidigare funnits i Lits rivna medeltidskyrka.
- Dopfunten är utförd av Eric Gnista och skänkt till kyrkan 1928.
- Orgeln med tjugo stämmor byggdes 1945 av E.A. Setterquist & Son Eftr. i Örebro.